# خلية لانجستروث

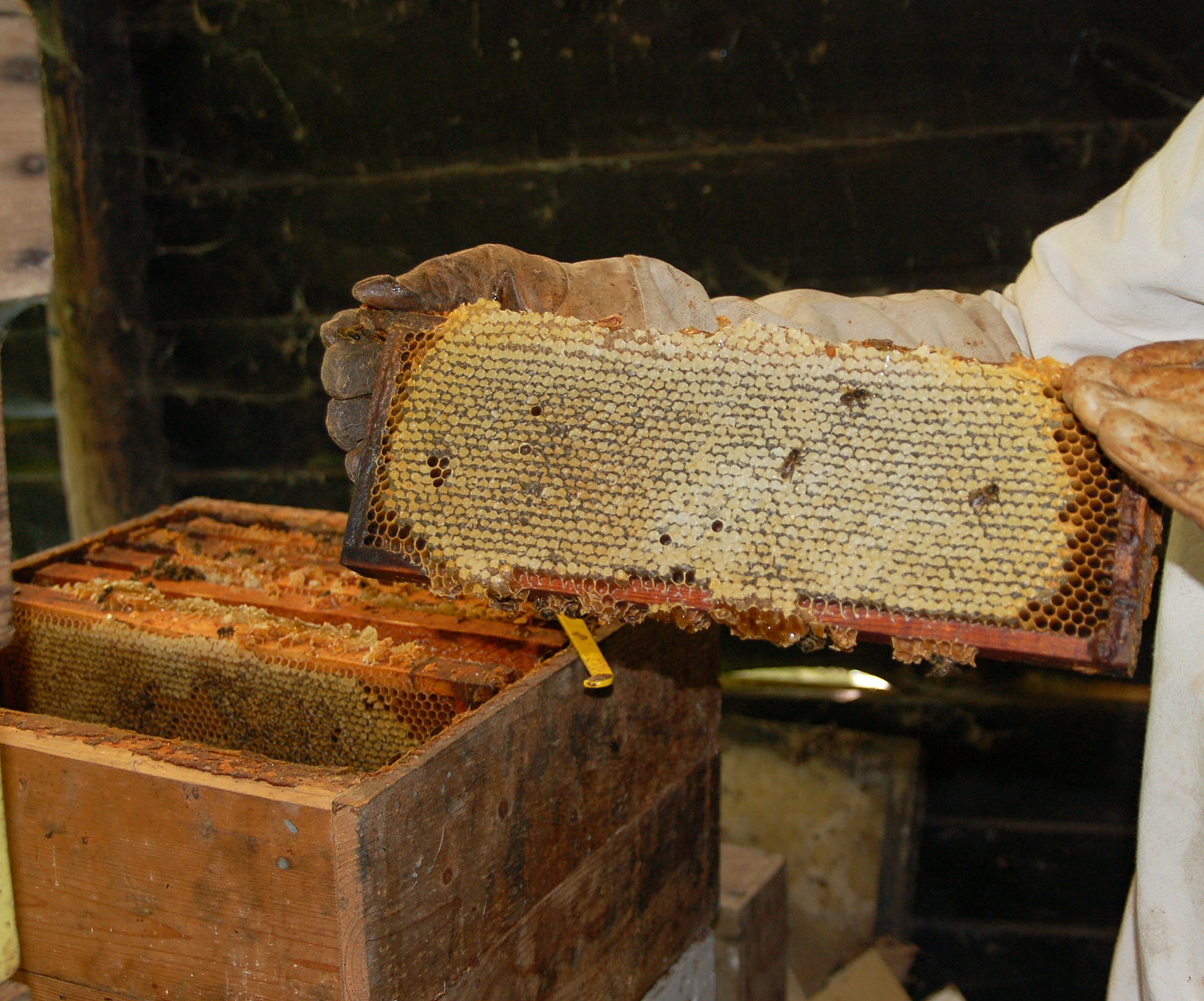
إطار من خلية لانجستروت

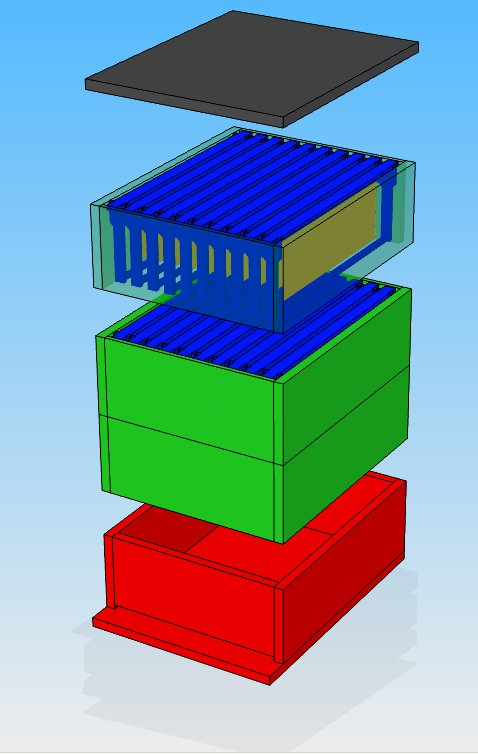
أجزاء خلية لانجستروث

خلية لانجستروث براءة اختراع في أكتوبر 1852 , وهو خلية النحل القياسية المستخدمة في أجزاء كثيرة من العالم لتربية النحل , وميزة هذة الخلية هو إن النحل يقوم ببناء أقراص العسل علي الإطارات، والتي يمكن نقلها بكل سهولة، قد صممت الإطارات لمنع النحل من لصق أقراص العسل حيث إنها توضع مع الإطارات المجاورة أو بالقرب من جدران الخلية، الأطر تسمح للنحال بإدارة النحل بالطريقة التي كانت في السابق مستحلية .
بعد إن اكتشف لانجستروث المسافة النحلية، وهي المسافة التي يتركها النحل دائماً بين الأقراص الشمعية وتقدر بحوالي ( 0,6 : 0,9 سم ) وهي المسافة الضرورية لحركة النحل داخل الخلية، بعد اكتشافه للمسافة النحلية قام لانجستروث بتصميم خلية خشبية جديدة ذات إطارات متحركة وأجزائها منفصلة وانتشر إستعمالها في العالم و سميت بخلية لانجستروث .

## أجزاء الخلية
1. حامل الخلية: وهي عبارة عن كرسي في مقدمته لوحة من الخشب ذات ميل نحو الأسفل وتدعي لوحة الطيران، وهذا الكرسي محمول بأربع أرجل ارتفاعها 30 - 35 سم .
2. قاعدة الخلية: وهي من الخشب ومزودة بحافيتين (علي الوجهتين) إحداهما مرتفعة وتستعمل في الشتاء وهذة القاعدة مباشرة علي حامل الخلية .
3. صندوق التربية: ويتسع إلي 10 إطارات خشبية أبعادها من الداخل 45,78 سم * 36,45 سم * 23,98 سم وتستعمل في تربية الحضنة .
4. حاجز الملكات: وهو عبارة عن أسلاك معدنية ذات فتحات تسمح للشغالة بحرية الحركة ولا تسمح للملكة والذكور بذلك والغرض منها هو تركيز عمل الملكة بصندوق التربية وتوضع عادة بين صندوق التربية والعاسلة .
5. صندوق العسل (العاسلة): وهو يشبه صندوق التربية ولكنه معد لتخزين العسل ويوضع فوق صندوق التربية .
6. الغطاء الخارجي: وهو مصنوع من الخشب ويفضل تصفيحة بصفيح معدني والغرض منه حماية الخلية من المؤترات الخارجية (أمطار - شمس - رياح - إلخ) .
7. قطعة خشبية لها فتحتان إحداهما واسعة تستعمل صيفاً والأخري ضيقة وتستعمل شتاءً وهي بوابة الخلية .

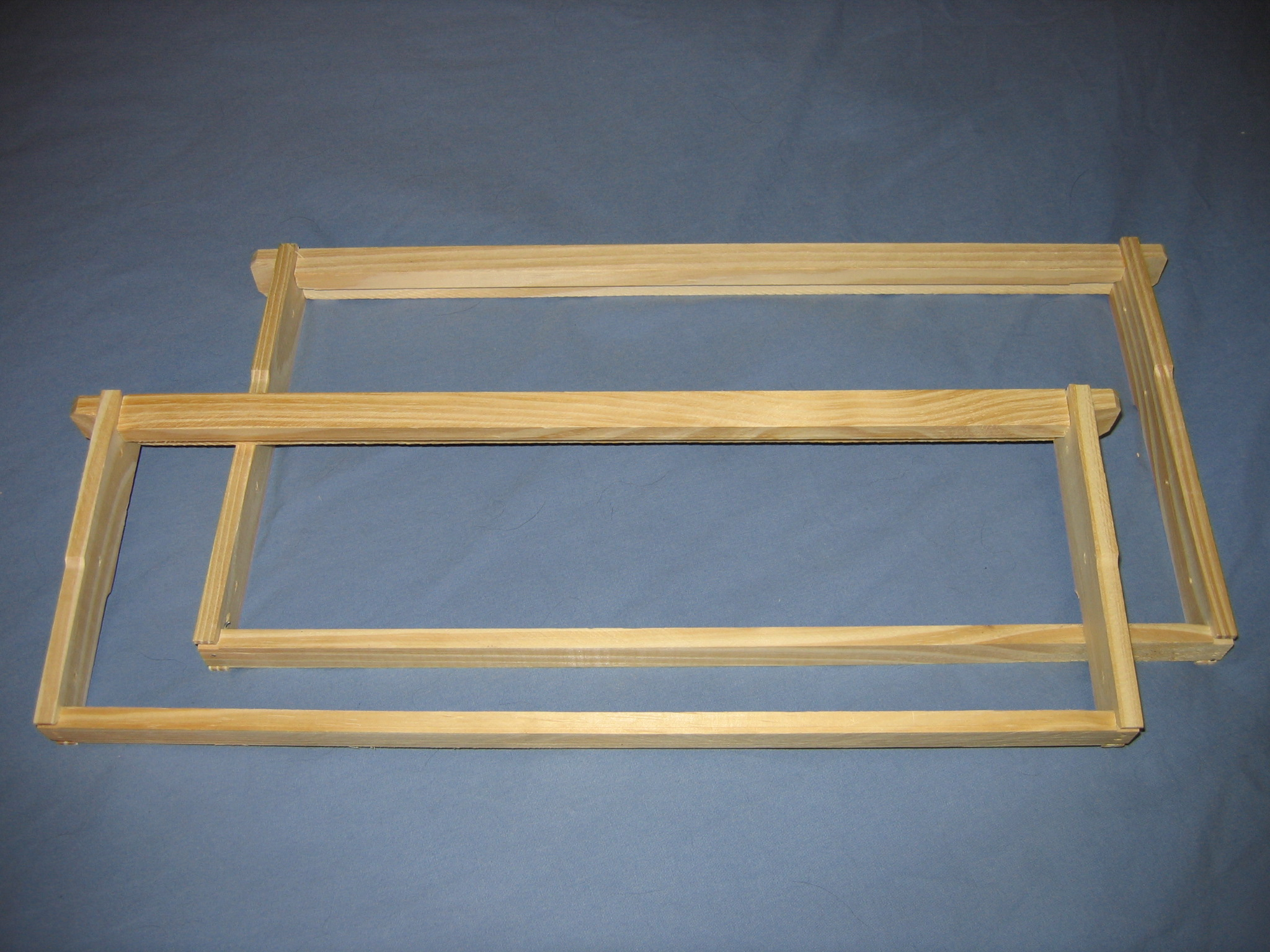
إطارات خلية لانجستروث

1. إطار لانجستروث (برواز): مقاييسه 44,06 سم * 22,81 سم وله زائدتان خشبيتان تبرز واحدة في كل حافة علوية الغرض منها وضعه معلقاً داخل الخلية والمسافة بين كل إطار وأخر 4,06 سم وكذلك تبعد نفس المسافة عن جدران الخلية .
2. الأساسات الشمعية: وهي عبارة عن قطع من الشمع مستطيلة الشكل تعادل مساحة الإطارات الدخلية وهذة الأساسات مطبوع عليها مبادئ العيون السداسية حيث تحتوي كل 2,5 سم من الأساس الشمعي علي 28 عين سداسية ويتم تثبيت هذة الأساسات في إطارات خشبية بواسطة أسلاك مجلفنة وتوضع داخل الخلية حيث يقوم النحل بمط جوانب العيون السداسية ويستعملها حين تصبح بالعمق المناسب لتربية الحضنة أو لتخزين العسل وحبوب اللقاح .[1]